# Arsenal Football Club
L'Arsenal Football Club, noto semplicemente come Arsenal, è una società calcistica inglese con sede nella città di Londra, più precisamente nel quartiere di Highbury (Islington).
Fondato nel 1886, il club milita dal 1919-20 in First Division (denominazione della massima serie del campionato inglese fino al 1991-92) - Premier League (massima serie del campionato inglese dal 1992-93), risultando quindi essere la squadra da più tempo presente nella massima serie del campionato d'oltremanica. I colori sociali dell'Arsenal sono il rosso per la maglia e il bianco per le maniche della maglia e per i pantaloncini. La sede delle partite del club è cambiata più volte: inizialmente la squadra giocava a Woolwich; nel 1913 si spostò all'Arsenal Stadium di Highbury; dal 2006 la squadra disputa le proprie partite casalinghe all'Emirates Stadium, situato ad Ashburton Grove. Lo stemma del club è stato modificato ripetutamente, ma al suo interno è sempre comparso almeno un cannone; proprio per questo motivo i giocatori e i tifosi sono spesso soprannominati Gunners (in italiano Cannonieri).
A livello internazionale nella bacheca del club figurano 1 Coppa delle Coppe e 1 Coppa delle Fiere. È inoltre una delle quindici squadre che hanno raggiunto le finali delle principali competizioni stagionali gestite dalla UEFA fino al 2020-2021: Champions League (2005-2006), Coppa UEFA-Europa League (1999-2000 e 2018-2019) e Coppa delle Coppe (1979-1980, 1993-1994 e 1994-1995).
A livello nazionale è la terza squadra in Inghilterra per numero di titoli ufficiali vinti: 48. Nella bacheca del club figurano: 13 campionati inglesi, 14 FA Cup (record), 2 League Cup e 17 Community Shield; Complessivamente il club si è aggiudicato 48 trofei ufficiali, 46 nazionali e 2 internazionali, che la rendono la terza squadra più vincente in Inghilterra dietro Liverpool (69) e Manchester United (68), davanti a Manchester City (36), Chelsea (34) e Tottenham (25).
Insieme a Liverpool, Manchester United, Chelsea, Manchester City e Tottenham forma le "Big Six" del calcio inglese.
L'Arsenal è uno dei club più ricchi del mondo, con un patrimonio che nel 2019 era stimato intorno ai 2,2 miliardi di dollari secondo la rivista Forbes; ciò lo rendeva il settimo club più redditizio del pianeta e il terzo in Inghilterra dopo Manchester United e Manchester City.

## Storia

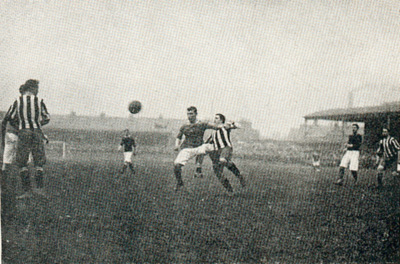
Il Woolwich Arsenal (maglia scura) nella semifinale della FA Cup 1905-1906 contro il Newcastle United al Victoria Ground di Stoke-on-Trent.

L'Arsenal, fondato come Dial Square da un gruppo di operai dell'omonima officina del Royal Arsenal, fu presto rinominato Royal Arsenal e poi Woolwich Arsenal nel 1891 con il passaggio al professionismo. Il club si unì alla Football League nel 1893 debuttando in Second Division, dove rimase per undici anni prima di guadagnare la promozione in First Division. L'isolamento geografico del club non favoriva un'affluenza di pubblico nutrita come quella degli altri club e questo portò a problemi finanziari e quasi al fallimento nel 1910, quando venne acquistato da Henry Norris. Nel 1913, poco dopo la retrocessione in Second Division, Norris spostò la sede del club presso l'Arsenal Stadium di Highbury, North London; negli anni successivi il nome "Woolwich" scomparve. Nel 1919, pur arrivando solo quinto, l'Arsenal venne promosso in First Division a spese dei rivali del Tottenham Hotspur a causa di un errore del regolamento.
Nel 1925 l'Arsenal nominò come allenatore Herbert Chapman che già aveva vinto il campionato con l'Huddersfield Town nelle due stagioni precedenti. La rivoluzione tecnico-tattica di Chapman portò l'Arsenal al suo periodo di maggior successo, l'acquisto di giocatori di grande fama come Alex James e Cliff Bastin segnarono l'inizio del dominio del club nel calcio inglese degli anni trenta. Sotto la sua guida l'Arsenal conquistò i suoi primi maggiori trofei – una FA Cup nel 1929-30 e due campionati nel 1930-31 e nel 1932-33. Inoltre, Chapman fu responsabile del cambio di denominazione della stazione locale della metropolitana di Londra, che da "Gillespie Road Station" divenne "Arsenal tube station", facendo di questa l'unica stazione metropolitana ad essere rinominata in onore di una squadra di calcio.

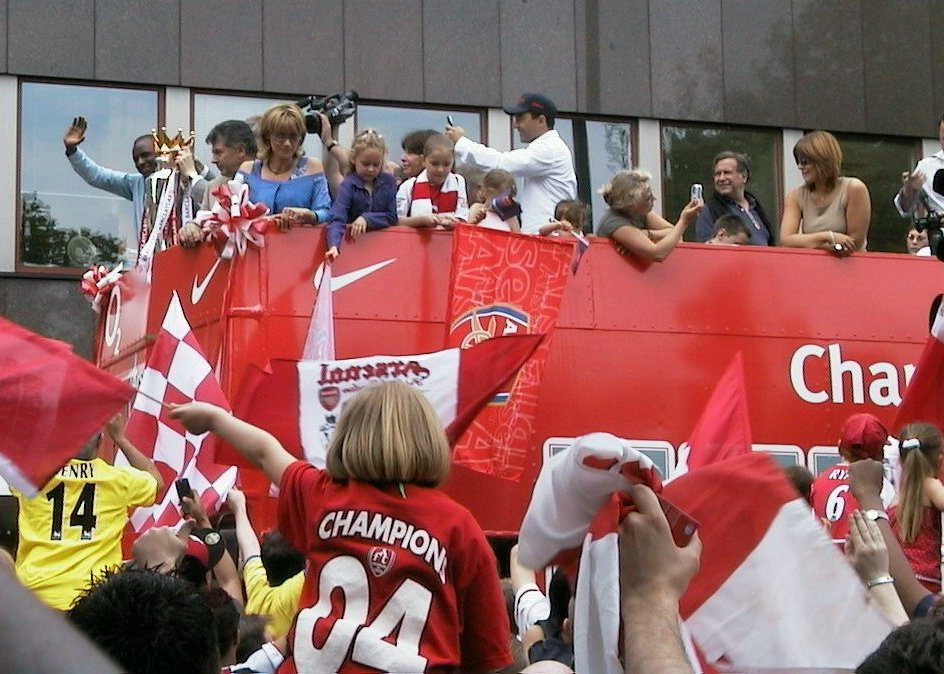
I tifosi dell'Arsenal festeggiano la vittoria del campionato nel 2004.

Alla morte prematura di Chapman, nel 1934 a causa di una polmonite fulminante, gli successe dapprima Joe Shaw e in seguito George Allison. Sotto la loro presidenza l'Arsenal vinse tre titoli nazionali (1933-1934, 1934-35 e 1937-1938) e una FA Cup (1935-36). Il club stava tuttavia cominciando ad indebolirsi verso la fine del decennio, quando a causa della seconda guerra mondiale vennero sospese tutte le competizioni professionali d'Inghilterra.
Dopo la guerra, sotto la guida di Tom Whittaker, il successore di Allison, l'Arsenal attraversò un secondo periodo costellato di successi vincendo il campionato nel 1947-1948 e nel 1952-1953, e la FA Cup nel 1949-50. Successivamente la squadra ebbe una flessione dovuta, tra le altre cose, ad una campagna acquisti poco indovinata. Così, tra gli anni cinquanta e gli anni sessanta, non conquistò alcun trofeo di prestigio. Neppure l'ex capitano inglese Billy Wright nelle vesti di allenatore tra il 1962 e il 1966 riuscì nell'intento.
L'Arsenal cominciò a trionfare di nuovo grazie alla sorprendente nomina del fisioterapista Bertie Mee ad allenatore nel 1966. Dopo aver perso due finali di League Cup, la squadra vinse la Coppa delle Fiere, il suo primo trofeo europeo, nel 1969-70, battendo l'Anderlecht nella doppia finale a seguito di una grande rimonta nella partita di ritorno. Seguì quindi un altro evento positivo: il primo double composto da campionato e FA Cup, nel 1970-71. Ma dopo questo periodo favorevole seguì un momento di rottura e nel decennio successivo la squadra sfiorò vari titoli senza raggiungerli. L'Arsenal si classificò secondo in First Division nel 1972-1973, perse tre finali di FA Cup (1971-1972, 1977-1978 e 1979-1980) e perse la finale di Coppa delle Coppe 1979-1980 ai rigori. L'unico successo ottenuto, in una partita che è tuttora considerata un classico, fu la FA Cup del 1978-1979, vinta grazie a un gol siglato all'ultimo minuto contro il Manchester United, battuto per 3-2.
Nel 1986 il ritorno dell'ex calciatore George Graham come allenatore portò un terzo periodo di gloria. L'Arsenal vinse la Coppa di Lega nel 1986-1987, nella prima stagione della gestione di Graham. Questa vittoria fu seguita da quella in campionato nel 1988-1989: anche questo successo fu ottenuto grazie ad un goal realizzato all'ultimo minuto, realizzato nella partita di fine stagione contro il Liverpool, anch'esso in lotta per il titolo. L'Arsenal di Graham vinse un altro campionato nel 1990-1991 (perdendo solo una partita), il double FA Cup-League Cup nel 1992-1993 e il suo secondo trofeo europeo, la Coppa delle Coppe, nel 1993-1994. Grazie alla vittoria di questo torneo, il club londinese disputò la doppia finale di Supercoppa UEFA, perdendola contro i campioni d'Europa del Milan. La reputazione di Graham fu poco dopo macchiata quando fu rivelato che aveva accettato un pagamento illegale dall'agente Rune Hauge, e questo gesto gli costò l'esonero nel febbraio 1995. Il suo sostituto, Bruce Rioch, rimase solamente fino a fine stagione, lasciando la squadra dopo una lite con il consiglio di amministrazione.
In quella stessa stagione, dopo una rocambolesca semifinale con la Sampdoria (3-2 in casa per i Gunners e medesimo punteggio a Marassi per i blucerchiati), decisa ai rigori con David Seaman che ne parò tre, arrivò la terza finale in Coppa delle Coppe su tre partecipazioni, contro il Real Saragozza. L'incontro fu deciso in favore degli spagnoli all'ultimo minuto dei tempi supplementari da un tiro da quasi centrocampo di Nayim, che beffò il portiere inglese, il quale, nel tentativo di deviare il pallone, inciampò.

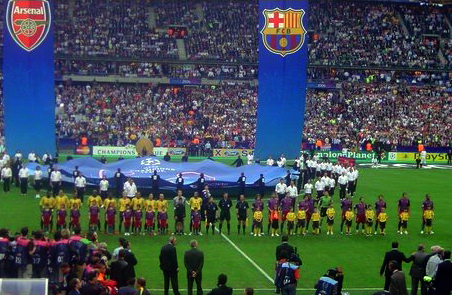
I giocatori dell'Arsenal (in maglia gialla, a sinistra) schierati prima della finale della UEFA Champions League 2005-2006 contro il Barcellona.

I successi del club degli anni novanta e duemila vedono sicuramente tra i loro protagonisti l'allenatore francese Arsène Wenger, ingaggiato nel 1996 e rimasto sulla panchina della squadra per quasi 22 anni. Wenger adottò nuove tattiche ed un nuovo regime di allenamento ed innestò alcuni giocatori stranieri che servirono da complemento per i talenti inglesi già in squadra. L'Arsenal centrò un secondo double di coppe nel 1997-1998 e un terzo nel 2001-2002. Raggiunse la finale di Coppa UEFA nel 1999-2000 (persa ai rigori contro il Galatasaray), vinse la FA Cup nel 2002-2003 e nel 2004-2005 e vinse la Premier League nel 2003-2004 senza perdere una sola partita, guadagnandosi così il soprannome di "Invincibili"; in tutto il club ottenne 49 risultati utili consecutivi tra il 7 maggio 2003 e il 16 ottobre 2004 (le ultime due partite della stagione 2002-2003, tutte le 38 di quella 2003-2004 e le prime 9 di quella 2004-2005), stabilendo il record d'imbattibilità per la Premier League. La serie fu interrotta il 24 ottobre 2004, quando i Gunners furono sconfitti per 2-0 dal Manchester United a Old Trafford.
Nel 2005-2006 la squadra di Wenger superò per la prima volta i quarti di finale di UEFA Champions League e raggiunse per la prima e finora unica volta la finale nel torneo (che poi perse per 1-2 contro il Barcellona), diventando così il primo club di Londra a raggiungere l'ultimo atto della massima competizione continentale.
Nel luglio del 2006 il club si trasferì nel nuovo impianto, l'Emirates Stadium, cambiando stadio dopo 93 anni di permanenza ad Highbury.
Dopo stagioni caratterizzate da terzi e quarti posti, i Gunners di Wenger tornarono a sollevare un trofeo nella stagione 2013-2014, a nove anni di distanza dall'ultima volta, grazie alla vittoria della FA Cup; in campionato la squadra di Wenger chiuse invece al quarto posto, qualificandosi così alla UEFA Champions League per la diciassettesima volta consecutiva. L'annata 2014-2015 cominciò con la conquista del Community Shield, il primo dal 2004, e si chiuse con la vittoria della FA Cup per la seconda volta consecutiva. L'annata seguente vide i Gunners vittoriosi in Supercoppa d'Inghilterra e secondi in campionato, mentre nel 2016-2017 l'Arsenal vinse per la tredicesima volta la FA Cup, diventando così la squadra più titolata nella competizione, anche se in campionato ottenne solo il quinto posto, mancando così la qualificazione alla UEFA Champions League per la prima volta dopo diciannove anni. La stagione seguente, iniziata con la vittoria della Supercoppa d'Inghilterra, si chiuse con la semifinale di Europa League e il sesto posto in Premier League. Al termine della stagione Wenger lasciò l'Arsenal.
Allo storico tecnico francese subentrò lo spagnolo Unai Emery, il quale esordì portando i suoi, nel 2018-2019, al quinto posto in campionato e alla finale di Europa League, persa contro il Chelsea. Emery lasciò la squadra e, dopo un breve interim dello svedese Fredrik Ljungberg, venne sostituito dall'ex calciatore del club Mikel Arteta, che condusse i Gunners alle vittorie della Coppa d'Inghilterra 19-20 e della Supercoppa d'Inghilterra 2020. Nella stagione 2020-2021 l'Arsenal arrivò alle semifinali di Europa League, mentre nel 2023-2024 rivinse la Supercoppa d'Inghilterra. Nella stagione 2024-2025 i Gunners di Arketa tornano, dopo 16 anni dall'ultima volta, a disputare le semifinali di Champions League, venendo però sconfitti dal Paris Saint-Germain.

## Colori e simboli

### Colori

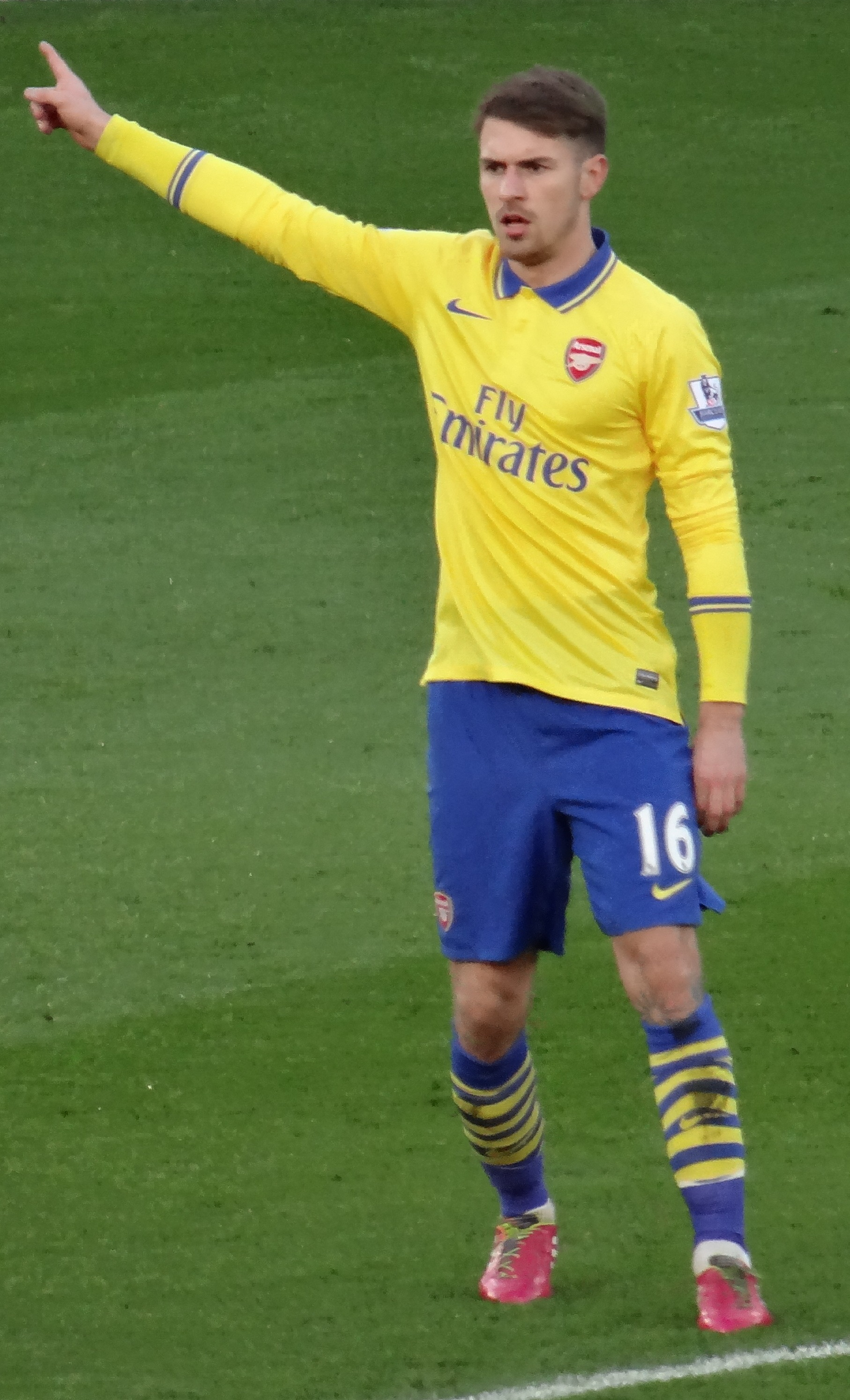
Aaron Ramsey nel 2013 in divisa gialloblù, i tradizionali colori da trasferta dell'Arsenal.

In occasione delle partite casalinghe, i colori del club sono per lo più stati il rosso vivo per la maglietta e il bianco per i pantaloncini. Tuttavia non è sempre stato così: la scelta del rosso è stata un segno di riconoscimento per la donazione del Nottingham Forest, subito dopo la fondazione del club nel 1886. Due membri fondatori del Dial Square, Fred Beardsley e Morris Bates, erano giocatori del Forest che, trasferitisi a Woolwich per lavoro, ivi crearono la prima squadra della zona. Aiutati dalle proprie famiglie, ricevettero una serie di divise la cui maglia, color ribes, aveva una sfumatura scura che richiamava il colore del borgogna.
Questa venne usata assieme ai pantaloncini bianchi e calzettoni blu. Nel 1933 Herbert Chapman chiese che i suoi giocatori fossero vestiti più distintamente e modificò la divisa aggiungendo maniche bianche e cambiando la sfumatura al rosso.
Si narra che Chapman fece questa scelta ispirato da qualcuno che indossava una canottiera sotto un maglione senza maniche: forse un tifoso o, forse, Tom Webster, un esperto di animazione con il quale giocava a golf. Fondate che siano o meno queste voci, da quel momento l'Arsenal ha sempre adottato le maglie bianco-rosse ad eccezione di due stagioni: nel 1966–1967, quando indossò maglie interamente rosse che però sembra non furono apprezzate dai tifosi, e nel 2005–2006, l'ultima stagione in cui l'Arsenal giocò ad Highbury, quando si tornò al color ribes rosso in ricordo delle maglie usate nel 1913.
La divisa casalinga dell'Arsenal ha ispirato molte altre squadre. Nel 1909 lo Sparta Praga adottò una divisa rosso scuro come quella indossata all'epoca dall'Arsenal; nel 1938 l'Hibernian adottò il design delle maniche dell'Arsenal per la propria divisa verde e bianca. Negli anni trenta l'allenatore dello Sporting Braga, ritornato da Highbury, decise di adattare la divisa verde della sua squadra a quella dei Gunners.
I colori adottati dall'Arsenal per le partite in trasferta sono stati, tradizionalmente, il giallo ed il blu, sebbene, tra il 1982 e il 1984, siano state indossate divise color verde e blu scuro. Dagli inizi degli anni novanta i colori per le divise da trasferta sono stati cambiati regolarmente. Tra i più significativi ci sono: una maglia con due tonalità di blu; alcune varianti del tradizionale giallo e blu come, ad esempio, le strisce blu scuro su oro metallico del 2001–2002; il giallo e il grigio scuro delle stagioni 2005–2006 e 2006–2007.
| 1886-1895 | 1895-1896 | 1896-1933 | 1933-1965 | 1965-1967 | 1967-1994 | 1994-1996 | 1996-1998 |

| 1998-2004 | 2004-2005 | 2005-2006 | 2006-2008 | 2008-2010 | 2010-2011 | 2011-2012 | 2012-2014 |

### Simboli ufficiali

#### Stemma
Il primo simbolo del Royal Arsenal, adottato nel 1888 imitando quello del Borough of Woolwich, raffigurava tre cannoni posti in posizione verticale. Questi talvolta potevano essere scambiati per ciminiere, ma la presenza di una testa di leone intagliata e di una campana posta su ciascuna delle teste facevano capire chiaramente che si trattava di cannoni. Tale simbolo venne abbandonato dopo il trasferimento ad Highbury nel 1913 e nel 1922 il club adottò uno stemma con un solo cannone puntato verso est con il nome del club,  The Gunners, posto sopra la facciata; questo simbolo rimase in uso sino al 1925 quando il cannone venne rimpicciolito ed orientato verso ovest.
Nel 1949 il club inaugurò uno stemma più moderno con lo stesso stile di cannone, il nome della squadra in caratteri gotici sopra di esso, ed un rotolo di pergamena con su scritto il nuovo motto latino adottato dal club: Victoria Concordia Crescit  (la vittoria proviene dall'armonia). Per la prima volta lo stemma venne proposto a colori: rosso, oro e verde. A causa delle numerose revisioni apportate allo stemma, l'Arsenal non fu capace di tutelarsi giuridicamente; sebbene il club avesse progettato di registrare il simbolo come marchio ed avesse combattuto (ed infine vinto) una lunga battaglia legale con un commerciante di una strada locale che vendeva prodotti dell'Arsenal non ufficiali, il club chiese una più completa protezione legale. Nel 2002 fu poi introdotto un nuovo stemma con linee curve più moderne ed uno stile semplificato, il cannone nuovamente orientato ad est, il nome del club in carattere tipografico senza grazie ed il blu scuro in sostituzione del verde.
Il nuovo simbolo ha però causato una reazione critica da parte dei tifosi; l'Associazione Indipendente Tifosi dell'Arsenal ha accusato infatti il club di aver ignorato gran parte della propria storia e tradizione e di non aver consultato i tifosi nella questione.
Nella stagione 2011-2012, l'Arsenal celebrò il suo 125º anniversario. I festeggiamenti inclusero una versione modificata dello stemma attuale: tutto bianco, era circondato da 15 foglie di quercia sulla destra e 15 foglie di alloro sulla sinistra. Le foglie di quercia rappresentavano i 15 membri fondatori del club che si riunirono al Royal Oak Pub (ovvero Pub Quercia Reale), mentre quelle di alloro rappresentavano un dettaglio del retro delle monete da sei penny che furono pagate dai padri fondatori per istituire il club. Infine, sotto lo stemma compare il motto Forward, accompagnato, rispettivamente a sinistra e a destra, dalle date 1886 e 2011.

Lo stemma utilizzato dal 1888 al 1930.
Lo stemma utilizzato dal 1930 al 1949.
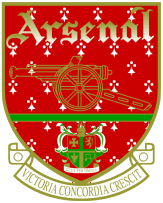
Lo stemma utilizzato dal 1949 al 2002.
Lo stemma utilizzato nella stagione 1951-1952.
Lo stemma attuale, utilizzato dal 2002.

#### Mascotte

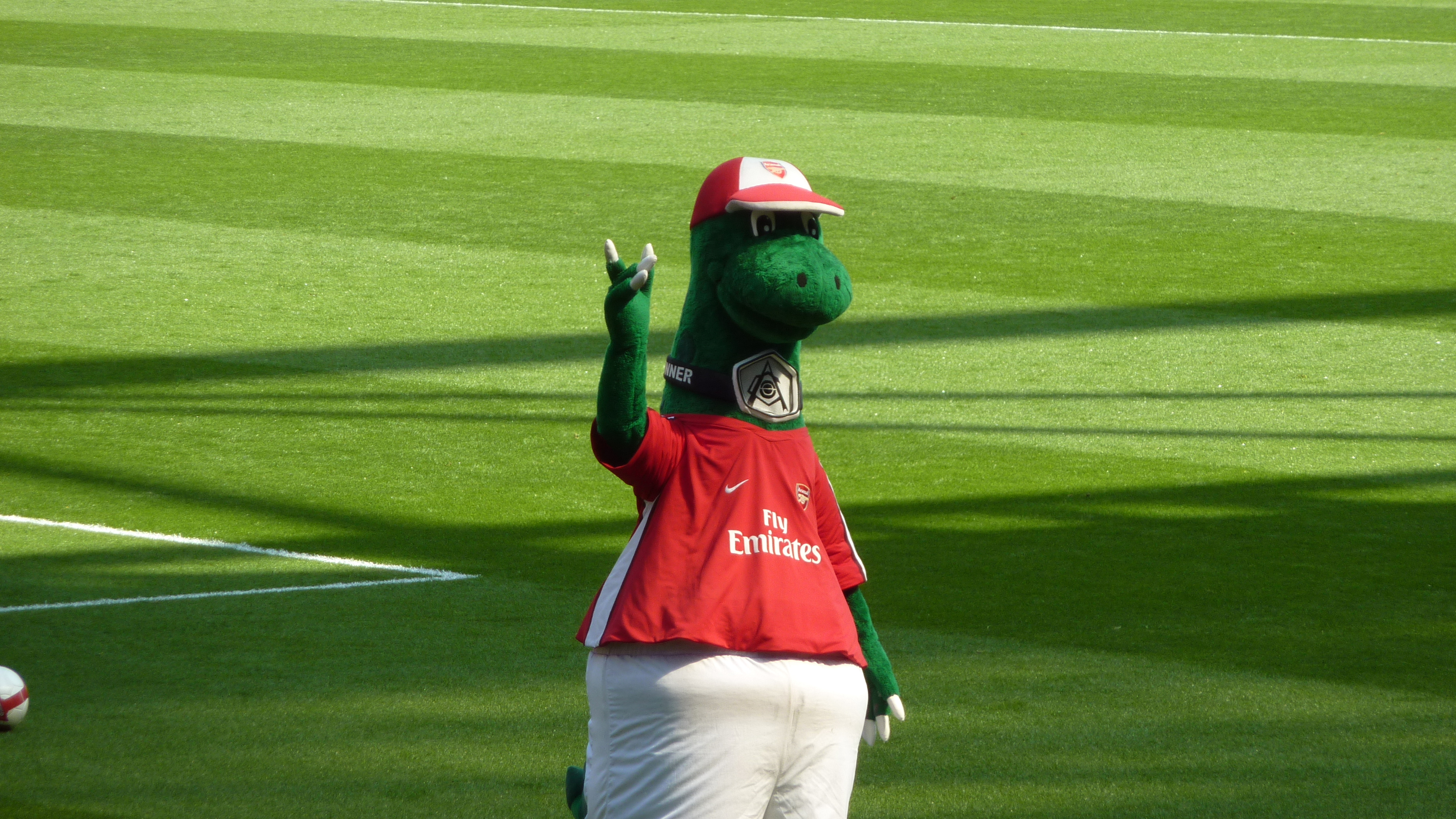
Gunnersaurus Rex

Durante la stagione 93/94 ci fu un concorso tra i tifosi più giovani per creare una mascotte ufficiale per la squadra, alla fine del quale venne scelto il dinosauro di nome Gunnersaurus Rex, disegnato da Peter Lovell.

## Strutture

### Stadio

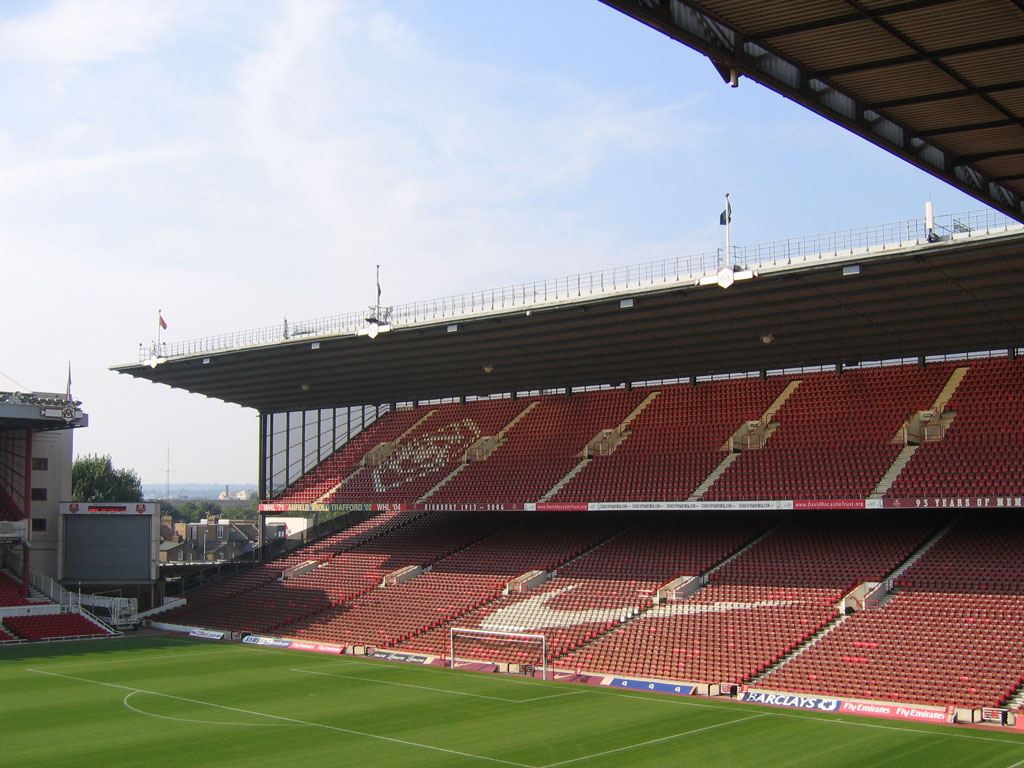
Veduta interna dell'Arsenal Stadium (Highbury) nel 2005.

Per la maggior parte della sua storia l'Arsenal ha avuto il suo quartier generale nella zona sud-orientale di Londra. Ha disputato le sue prime partite al Manor Ground a Plumstead, salvo per un periodo di tre anni nel vicino Invicta Ground tra il 1890 e il 1893. Il Manor Ground inizialmente era solo un campo, ma il club inserì impalcature e gradinate giusto in tempo per la sua prima partita avvenuta nel settembre del 1893. Lo stadio venne utilizzato nei successivi vent'anni fino al trasferimento del club nell'area settentrionale di Londra nel 1913. Il successivo stadio dell'Arsenal, l'Arsenal Stadium, meglio noto come Highbury, ospitò le gare interne dei Gunners dal settembre 1913 al maggio 2006.
La sua costruzione venne affidata all'architetto Archibald Leitch. Aveva un design comune a molti campi di calcio britannici dell'epoca, con una sola tribuna coperta. Negli anni trenta venne apportata una grande revisione all'intero dell'impianto, con la costruzione dei nuovi settori est ed ovest in Art déco e l'aggiunta di tettoie al North Bank e alla  Clock End. Ai suoi esordi Highbury poteva ospitare più di 60 000 spettatori ed aveva una capacità di 57 000 persone fino ai primi anni novanta, quando il rapporto Taylor ed i regolamenti della Premier League costrinsero il club a convertire Highbury in posti tutti a sedere in tempo per la stagione 1993–1994. La società ridusse, pertanto, la capienza a 38 419 spettatori, capacità ulteriormente ridotta in occasione delle partite di UEFA Champions League per poter aggiungere ulteriori cartelloni pubblicitari. Perciò durante le stagioni 1998–1999 e 1999–2000 l'Arsenal giocò le partite casalinghe di Champions League a Wembley, che poteva ospitare più di 70 000 persone.

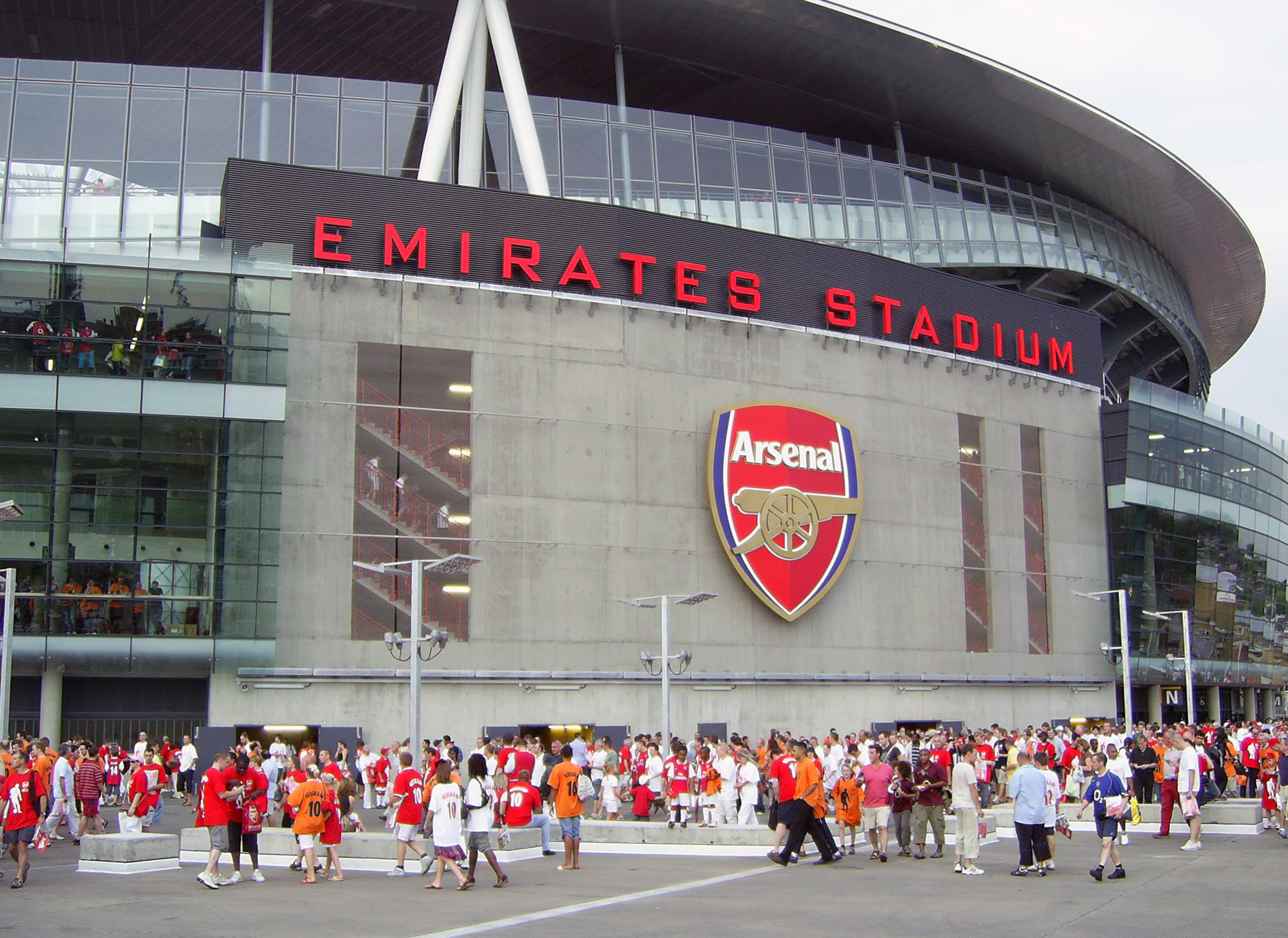
Veduta esterna dell'Emirates Stadium nel 2006.

Dopo aver considerato varie opzioni l'Arsenal decise nel 1999 di costruire un nuovo stadio da 60 000 posti a sedere, l'Emirates Stadium, ad Ashburton Grove, circa 500 metri a sud-ovest di Highbury, che venne parzialmente demolito e trasformato in zona residenziale. Il progetto inizialmente fu frenato dai costi elevati, ma la costruzione venne completata nel luglio 2006, in tempo per l'inizio della stagione 2006-07. Lo stadio trae la sua denominazione dallo sponsor, la compagnia aerea Emirates, con la quale il club ha firmato il contratto di sponsorizzazione più lungo della storia del calcio inglese; il valore dell'operazione si aggira intorno ai 100 milioni di sterline. Alcuni tifosi però, non accettando il nome dello sponsor come denominazione dello stadio, lo chiamano stadio Ashburton Grove o il Grove. L'accordo originale prevedeva il mantenimento del naming Emirates Stadium fino al 2012 e l'apposizione del logo della compagnia aerea sulle maglie della squadra fino alla fine della stagione 2013–2014; entrambi i termini sono poi stati significativamente prolungati.

### Centro di allenamento
Il campo di allenamento dell'Arsenal è a Shenley, Hertfordshire, in un impianto aperto nel 2000. Prima che il club condividesse questo tipo di impianti dell'University College di Londra, fino al 1961 si allenava ad Higbury. A Shenley giocano anche le Riserve dell'Arsenal, mentre la Primavera disputa le proprie partite casalinghe all'Underhill Stadium, appartenente al Barnet.

## Società

### Sponsor
Di seguito le cronologie degli sponsor tecnici e ufficiali.
| Cronologia degli sponsor tecnici - 1971-1986 Umbro - 1986-1994 Adidas - 1994-2014 Nike - 2014-2019 Puma - 2019- Adidas | Cronologia degli sponsor ufficiali - 1981-1999 JVC - 1999-2002 Sega Dreamcast - 2002-2006 O2 - 2006-oggi Emirates |

### Impegno nel sociale
Nel 1985, l'Arsenal ha fondato un progetto per la comunità, ovvero l'Arsenal in the Community, che offre sport, educazione e progetti caritatevoli. La squadra supporta direttamente un numero di buone cause per la povertà e nel 1992 ha instaurato la compagnia The Arsenal Charitable, che ha raccolto quasi tre milioni di euro per cause locali. Inoltre, una ex squadra professionistica famosa dal 1991 aiuta a cercare fondi per buone cause.

## Diffusione nella cultura di massa
Essendo uno dei club di maggiore successo del paese, l'Arsenal si è spesso distinto non solo in ambito calcistico ma anche nella cultura britannica. La partita contro lo Sheffield United disputatasi ad Highbury il 22 gennaio 1927 fu il primo evento calcistico ad essere trasmesso in diretta dalla radio inglese. Un decennio dopo, il 16 settembre 1937, un'amichevole tra la prima squadra dell'Arsenal e le rispettive riserve fu la prima partita di calcio ad essere trasmessa in diretta dalla televisione. L'Arsenal è anche apparso nella prima edizione di Match of the Day della BBC, che trasmise gli highlights dell'incontro con il Liverpool ad Anfield il 22 agosto 1964.
Nel video della canzone degli Who, Baba O'Riley c'è una scena della parata trionfale dell'Arsenal a Londra, vincitrice dell'8º titolo di campione d'Inghilterra nel campionato di First Division 1970-71.
L'Arsenal ha anche fatto da sfondo in uno dei più antichi film legati al calcio, Il mistero dell'arsenale (The Arsenal Stadium Mystery) (1939). Il film è incentrato su un'amichevole tra l'Arsenal ed una squadra amatoriale, un giocatore appartenente alla squadra amatoriale viene avvelenato durante la partita. Molti calciatori dell'Arsenal recitarono di persona ma solo all'allenatore George Allison fu data una parte parlata.
Più recentemente, nel 1992, è stato pubblicato il libro Febbre a 90', un'autobiografia di Nick Hornby nella quale son messe in luce le sue relazioni con il calcio e più in particolare con l'Arsenal. Il libro, che ha avuto un ruolo importante nel riabilitare il calcio nella società britannica di quegli anni, fu in seguito adattato al grande schermo dando luogo all'omonimo film interpretato da Colin Firth ed ambientato nella emozionante stagione calcistica 1988-89 vinta dai Gunners. Il libro ispirò anche un adattamento statunitense riguardante un fan dei Boston Red Sox, squadra della Major League Baseball.
L'Arsenal è stato spesso raffigurato come una squadra difensiva e "noiosa", specialmente durante gli anni trenta e ottanta; molti comici, tra i quali Eric Morecambe, hanno fatto delle parodie a questo proposito. Il tema fu ripreso nel film Full Monty del 1997, in una scena dove gli attori principali si muovono in linea alzando le mani, mimando deliberatamente la trappola del fuorigioco applicata dalla difesa dell'Arsenal, nel tentativo di coordinare il loro spogliarello. In un altro film, Plunkett & Macleane, vi sono due personaggi chiamati Dixon e Winterburn con chiara allusione ai due difensori gunners Lee Dixon e Nigel Winterburn.
Il club è stato citato in alcuni episodi di Monty Python's Flying Circus e in Guida galattica per gli autostoppisti di Douglas Adams, dove un barman rimarca che l'imminente fine del mondo è una "scappatoia fortunata" per l'Arsenal. Inoltre nel film del 2004 Ocean's Twelve i personaggi principali indossano una tuta dell'Arsenal come travestimento per fuggire da un hotel durante uno dei loro colpi in giro per l'Europa.
L'Arsenal è entrato a far parte anche della musica popolare. Joe Strummer scrisse una canzone dedicata al capitano del club londinese, Tony Adams, che apparve nel suo album del 1999 Rock Art and the X-Ray Style. Strummer è conosciuto anche per aver indossato una sciarpa dell'Arsenal nonostante fosse tifoso del Chelsea.
Insieme agli acerrimi rivali del Tottenham, i Gunners furono menzionati nella canzone Billy's Bones dei The Pogues, presente nel secondo album della band Rum, Sodomy, and the Lash.

## Club omonimi
In America centrale l’Arsenal è stato campione di Haiti nel 1943, anche se oggi il club non è più esistente.

## Allenatori e presidenti

### Allenatori
Da quando il club ha ingaggiato il primo allenatore professionista, Thomas Mitchell, nel 1897, sulla panchina dell'Arsenal hanno preso posto diciotto allenatori più cinque temporanei. Colui che è rimasto più a lungo e che ha giocato più partite è Arsène Wenger (1996–2018). Wenger è anche stato il primo allenatore proveniente al di fuori del Regno Unito e dall'Irlanda che abbia mai allenato il club londinese ed è colui con più successo avendo una percentuale di vittoria del 57,25%, mentre Leslie Knighton è l'ultimo (percentuale del 34,46%). Due allenatori dell'Arsenal sono morti durante la carriera – Herbert Chapman e Tom Whittaker.
Aggiornato al 29 agosto 2020. Sono conteggiate soltanto le partite ufficiali.
- agosto 1897-marzo 1898  Thomas Mitchell
- marzo 1898-maggio 1899  William Elcoat
- agosto 1899-maggio 1904  Harry Bradshaw
- luglio 1904-febbraio 1908  Phil Kelso
- febbraio 1908-19 aprile 1915  George Morrell[59]
- 19 aprile 1915-10 aprile 1919  James McEwen*[60]
- 10 aprile 1919[60]-16 maggio 1925[61]  Leslie Knighton
- 11 giugno 1925[62]-6 gennaio 1934  Herbert Chapman
- 6 gennaio 1934-28 maggio 1934[63]  Joe Shaw*
- 28 maggio 1934[63]-31 maggio 1947[64] George Allison
- 2 giugno 1947[64]-24 ottobre 1956  Tom Whittaker
- 24 ottobre 1956-19 maggio 1958[65]  Jack Crayston
- 21 giugno 1958[66]-1º maggio 1962[67]  George Swindin
- 1º maggio 1962[67]-13 giugno 1966[68]  Billy Wright
- 20 giugno 1966[69]-4 maggio 1976  Bertie Mee
- 9 luglio 1976[66]-16 dicembre 1983[66]  Terry Neill
- 16 dicembre 1983-22 marzo 1986[70]  Don Howe
- 23 marzo 1986-14 maggio 1986[66][70]  Steve Burtenshaw*
- 14 maggio 1986[66]-21 febbraio 1995[71]  George Graham
- 21 febbraio 1995[71]-15 giugno 1995[66]  Stewart Houston*
- 15 giugno 1995[66]-12 agosto 1996[72] Bruce Rioch
- 12 agosto 1996[72]-15 settembre 1996[73]  Stewart Houston*
- 16 settembre 1996-30 settembre 1996[73][74] Pat Rice*
- 1º ottobre 1996[74][75]-30 giugno 2018  Arsène Wenger[76]
- 1º luglio 2018[77]-29 novembre 2019[78]  Unai Emery
- 30 novembre 2019-19 dicembre 2019  Fredrik Ljungberg*
- 20 dicembre 2019[79]-  Mikel Arteta

Nota: Gli allenatori contrassegnati da una stellina (*) hanno avuto il ruolo di allenatore ad interim.

### Presidenti
La proprietà dell'Arsenal è ben diversa da quella di altri club del calcio inglese, il club è di proprietà di una società madre l'Arsenal Holdings plc. Storicamente, il club è di proprietà dei discendenti delle famiglie Bracewell-Smith e Hill-Wood. Il primo presidente fu Henry Norris che restò alla presidenza del club per diciannove anni, dopo la seconda guerra mondiale il club fu acquistato da Samuel Hill-Wood e Bracewell Smith, e da allora il club è rimasto nelle mani dei discendenti delle due famiglie.

## Calciatori

### Hall of fame
Di seguito è riportata l'Arsenal's all time XI, la formazione votata dai tifosi comprendente i migliori gunners di sempre.
- David Seaman (1990-2003)
- Lee Dixon (1988-2002)
- Nigel Winterburn (1987-2000)
- Patrick Vieira (1996-2005)
- Sol Campbell (2001-2006, 2010)
- Tony Adams (1984-2002)
- Freddie Ljungberg (1998-2007)
- Liam Brady (1973-1980)
- Thierry Henry (1999-2007, 2012)
- Dennis Bergkamp (1995-2006)
- Robert Pirès (2000-2006)

### Vincitori di titoli
Campioni del mondo
- George Eastham (Inghilterra 1966)
- Patrick Vieira (Francia 1998)
- Thierry Henry (Francia 1998)
- Emmanuel Petit (Francia 1998)
- Cesc Fàbregas (Sudafrica 2010)
- Per Mertesacker (Brasile 2014)
- Mesut Özil (Brasile 2014)
- Lukas Podolski (Brasile 2014)

Campioni d'Europa
- Emmanuel Petit (Belgio-Paesi Bassi 2000)
- Patrick Vieira (Belgio-Paesi Bassi 2000)
- Thierry Henry (Belgio-Paesi Bassi 2000)
- David Raya (Germania 2024)

Campioni del Sudamerica
- Gilberto Silva (Venezuela 2007)
- Alexis Sánchez (Cile 2015 e USA 2016)

Scarpa d'Oro
- Thierry Henry (2003-2004, 2004-2005)

## Palmarès

### Competizioni nazionali
- Campionato inglese: 13

1930-1931, 1932-1933, 1933-1934, 1934-1935, 1937-1938, 1947-1948, 1952-1953, 1970-1971, 1988-1989, 1990-1991, 1997-1998, 2001-2002, 2003-2004
- Coppa d'Inghilterra: 14  (record)

1929-1930, 1935-1936, 1949-1950, 1970-1971, 1978-1979, 1992-1993, 1997-1998, 2001-2002, 2002-2003, 2004-2005, 2013-2014, 2014-2015, 2016-2017, 2019-2020
- Coppa di Lega inglese: 2

1986-1987, 1992-1993
- Charity/Community Shield: 17

1930, 1931, 1933, 1934, 1938, 1948, 1953, 1991, 1998, 1999, 2002, 2004, 2014, 2015, 2017, 2020, 2023
- Mercantile Credit Centenary Trophy: 1 (record)

1988

### Competizioni internazionali
- Coppa delle Coppe: 1

1993-1994
- Coppa delle Fiere: 1

1969-1970

### Competizioni giovanili
- FA Youth Cup: 7

1965-1966, 1970-1971, 1987-1988, 1993-1994, 1999-2000, 2000-2001, 2008-2009
- Blue Stars/FIFA Youth Cup: 2

1963, 1964

## Statistiche e record

### Statistiche

#### Partecipazioni ai campionati
| Livello | Categoria       | Partecipazioni | Debutto   | Ultima stagione | Totale |
| ------- | --------------- | -------------- | --------- | --------------- | ------ |
| 1º      | First Division  | 75             | 1904-1905 | 1991-1992       | 108    |
| 1º      | Premier League  | 33             | 1992-1993 | 2024-2025       | 108    |
| 2º      | Second Division | 13             | 1893-1894 | 1914-1915       | 13     |

#### Partecipazioni alle competizioni internazionali
| Competizione                               | Trofeo | Debutto   | Ultima stagione | Miglior risultato | Partecipazioni | G   | V   | N  | P  | RF  | RS  |
| ------------------------------------------ | ------ | --------- | --------------- | ----------------- | -------------- | --- | --- | -- | -- | --- | --- |
| Coppa dei Campioni / UEFA Champions League |        | 1971-1972 | 2024-2025       | Finale            | 22             | 211 | 106 | 45 | 60 | 351 | 226 |
| Coppa UEFA / Europa League                 |        | 1978-1979 | 2022-2023       | Finale            | 11             | 84  | 49  | 15 | 20 | 165 | 85  |
| Coppa delle Coppe                          |        | 1979-1980 | 1994-1995       | Vincitore         | 3              | 27  | 15  | 10 | 2  | 48  | 20  |
| Supercoppa UEFA                            |        | 1979-1980 | 1994-1995       | Finale            | 1              | 2   | 0   | 1  | 0  | 0   | 2   |
| Coppa delle Fiere                          |        | 1963-1964 | 1970-1971       | Vincitore         | 3              | 24  | 12  | 5  | 7  | 46  | 19  |

### Record di squadra

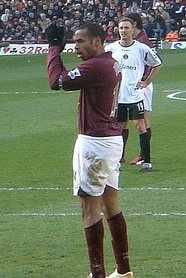
Thierry Henry, miglior marcatore di sempre nella storia dell'Arsenal.

Il record di pubblico presso il Wembley Stadium è di 73 707 spettatori, stabilito il 25 novembre 1998 in occasione di una partita di UEFA Champions League contro il Lens. Leggermente inferiore il record di pubblico ad Highbury: 73 295 spettatori per un pareggio a reti inviolate contro il Sunderland il 9 marzo 1935. Infine il maggior numero di spettatori all'Emirates Stadium, 60 161, fu registrato il 3 novembre 2007 per il pareggio 2–2 contro il Manchester United.
Tra i vari primati che l'Arsenal può vantare nell'ambito del calcio inglese, va segnalata la più lunga serie di partite senza sconfitte in campionato (49 tra il maggio 2003 e l'ottobre 2004): questo periodo include le 38 partite del campionato 2003–2004 naturalmente vinto dalla squadra londinese. L'Arsenal è tra i pochissimi club dei tempi moderni, insieme al Milan nella Serie A 1991-1992, alla Juventus nella Serie A 2011-2012 e al Bayer Leverkusen nella Bundesliga 2023-2024, capace di vincere un campionato nazionale senza sconfitte, ma ricordiamo che anticamente una tale impresa fu anche conseguita dal Preston North End nel campionato 1888–1889, in cui però si giocò un numero inferiore di partite, nella fattispecie 22.
Nella Champions League 2005–2006 l'Arsenal ha disputato 10 partite senza subire goal, battendo in tal modo il record di 7 partite che apparteneva al Milan: la squadra londinese giocò precisamente 995 minuti senza lasciar segnare gli avversari, per poi perdere l'imbattibilità nella finale in cui uscì sconfitta contro il Barcellona, quando al settantaseiesimo minuto segnò Samuel Eto'o.
Il record di tredici campionati vinti è il terzo più alto nel calcio inglese, dietro quelli del Liverpool e Manchester United, mentre quello di quattordici FA Cup conquistate è il primo, davanti al Manchester United. L'Arsenal ha realizzato tre double tra campionato e FA Cup (nel 1971, 1998 e 2002), un record condiviso con il Manchester United, ed è stata la prima squadra inglese a fare un double tra FA Cup e League Cup nel 1993. È stata anche la prima squadra di Londra a raggiungere la finale di Champions League nel 2006.
L'Arsenal vanta uno dei migliori record della storia, essendosi piazzata sotto il quattordicesimo posto solamente sette volte. Inoltre, tra il 1900 e il 1999 ha riportato una media di classifica pari a 8,5, ed è uno dei pochi club ad aver vinto per due volte consecutive la FA Cup (2002 / 2003 e 2014 / 2015).

### Record individuali
David O'Leary detiene il maggior numero di presenze con la maglia dell'Arsenal, avendo giocato 722 partite tra il 1975 e il 1993 con la prima squadra. Il record per un portiere è invece di 563 presenze, ed è detenuto da David Seaman.
Thierry Henry è il miglior marcatore di sempre, con 228 goal tra il 1999 e il 2007 e segnando il suo ultimo goal al suo ritorno ai Gunners il 9 gennaio 2012, avendo superato nell'ottobre del 2005 i 185 di Ian Wright. Il calciatore francese detiene anche il record di reti in campionato – 174 –, che era in precedenza appartenuto a Cliff Bastin.
Di seguito le top 10 di primatisti di presenze e reti.
| Record di presenze - 723 David O'Leary (1975-1993) - 672 Tony Adams (1984-2002) - 621 George Armstrong (1961-1977) - 621 Lee Dixon (1988-2002) - 586 Nigel Winterburn (1987-2000) - 564 David Seaman (1990-2003) - 528 Pat Rice (1964-1980) - 501 Peter Storey (1965-1977) - 481 John Radford (1964-1976) - 477 Peter Simpson (1964-1978) | Record di reti - 228 Thierry Henry (1999-2007, 2012) - 185 Ian Wright (1991-1998) - 178 Cliff Bastin (1929-1947) - 149 John Radford (1964-1976) - 139 Jimmy Brain (1923-1931) - 139 Ted Drake (1934-1945) - 137 Doug Lishman (1948-1956) - 132 Robin van Persie (2004-2012) - 125 Joe Hulme (1926-1938) - 124 David Jack (1928-1934) |

## Tifoseria

### Storia

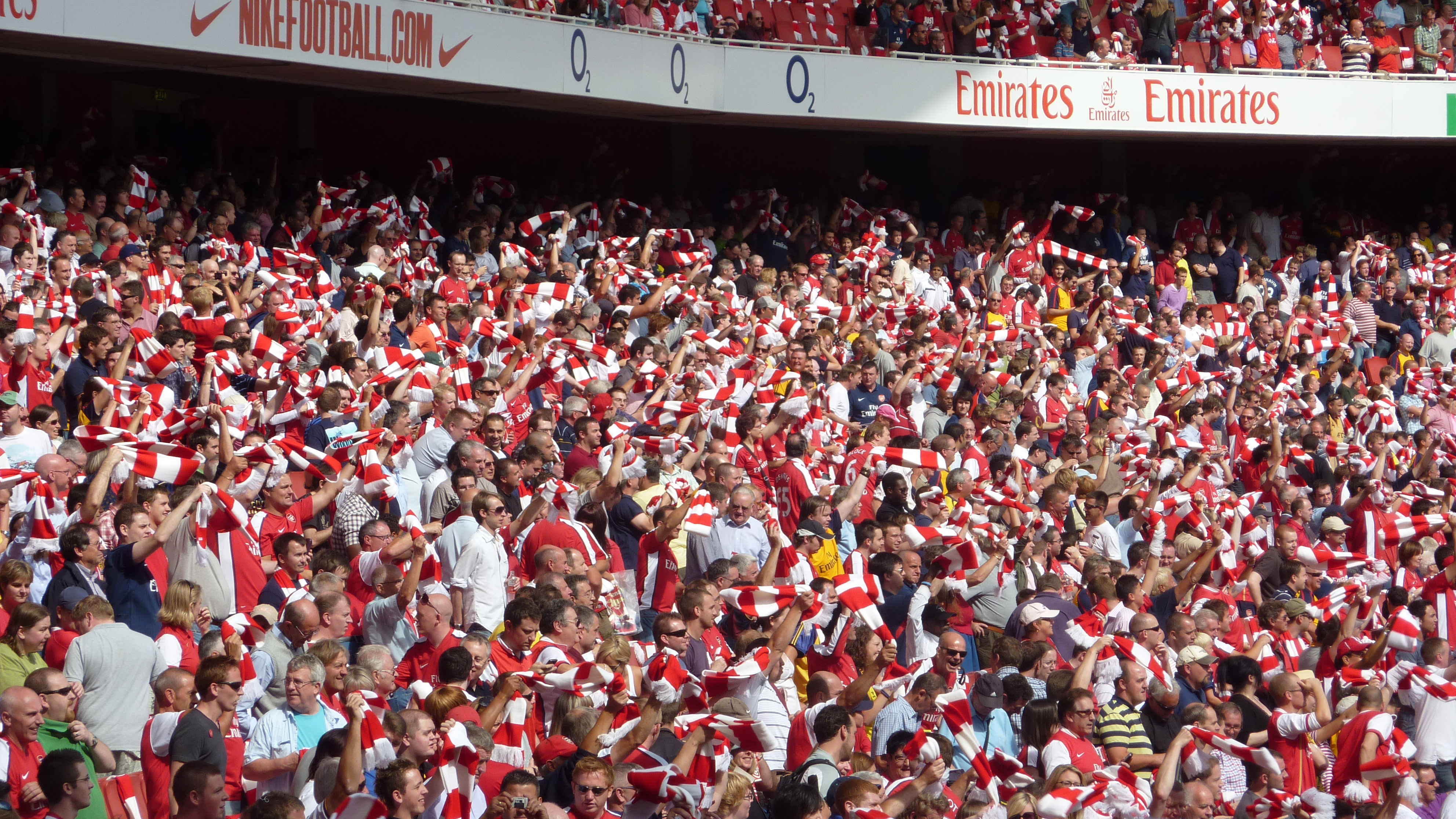
I tifosi dell'Arsenal nel 2009.

L'Arsenal vanta una larga e fedele schiera di tifosi, che segue la squadra sia in casa sia in trasferta. Nel corso della stagione 2007-08, infatti, ha registrato la seconda media più alta per numero di spettatori presenti allo stadio in una partita di calcio inglese (ovvero 60 070, pari al 99,5% della capacità disponibile dello stadio) nonché la quarta media più alta di tutti i tempi. I tifosi spesso amano chiamarsi Gooners, soprannome che deriva dalla denominazione del club, The Gunners ("Cannonieri"). I tifosi sono equamente distribuiti in zone ricche come Canonbury e Barnsbury, in zone eterogenee come Islington, Holloway e Highbury, e in vaste aree proletarie come Finsbury Park o Stoke Newington. Ciò significa che i tifosi dell'Arsenal provengono da diverse classi sociali. Inoltre, secondo un servizio risalente al 2002, il club ha la più alta percentuale (7,7%) di tifosi non-bianchi rispetto ad ogni altro club di calcio inglese.
Tra i fan club si ricordano il Club Ufficiale dei Tifosi dell'Arsenal, che è affiliato alla società inglese, e l'Associazione Indipendente Tifosi Arsenal, che invece mantiene una linea indipendente. Recentemente, è stato fondato l'Arsenal Supporters' Trust che promuove manifestazioni tra i fan. I tifosi del club pubblicano anche fanzine, ossia riviste amatoriali come The Gooner, Highbury High, Gunflash e Up The Arse! Oltre agli usuali cori da stadio, i tifosi dell'Arsenal cantano "One-Nil to the Arsenal" (sul ritmo di Go West) e "Boring, Boring Arsenal", un tempo melodia di scherno scambiata comunemente tra opposte tifoserie, ma che ora è intonato ironicamente dai tifosi dell'Arsenal quando la squadra gioca bene.

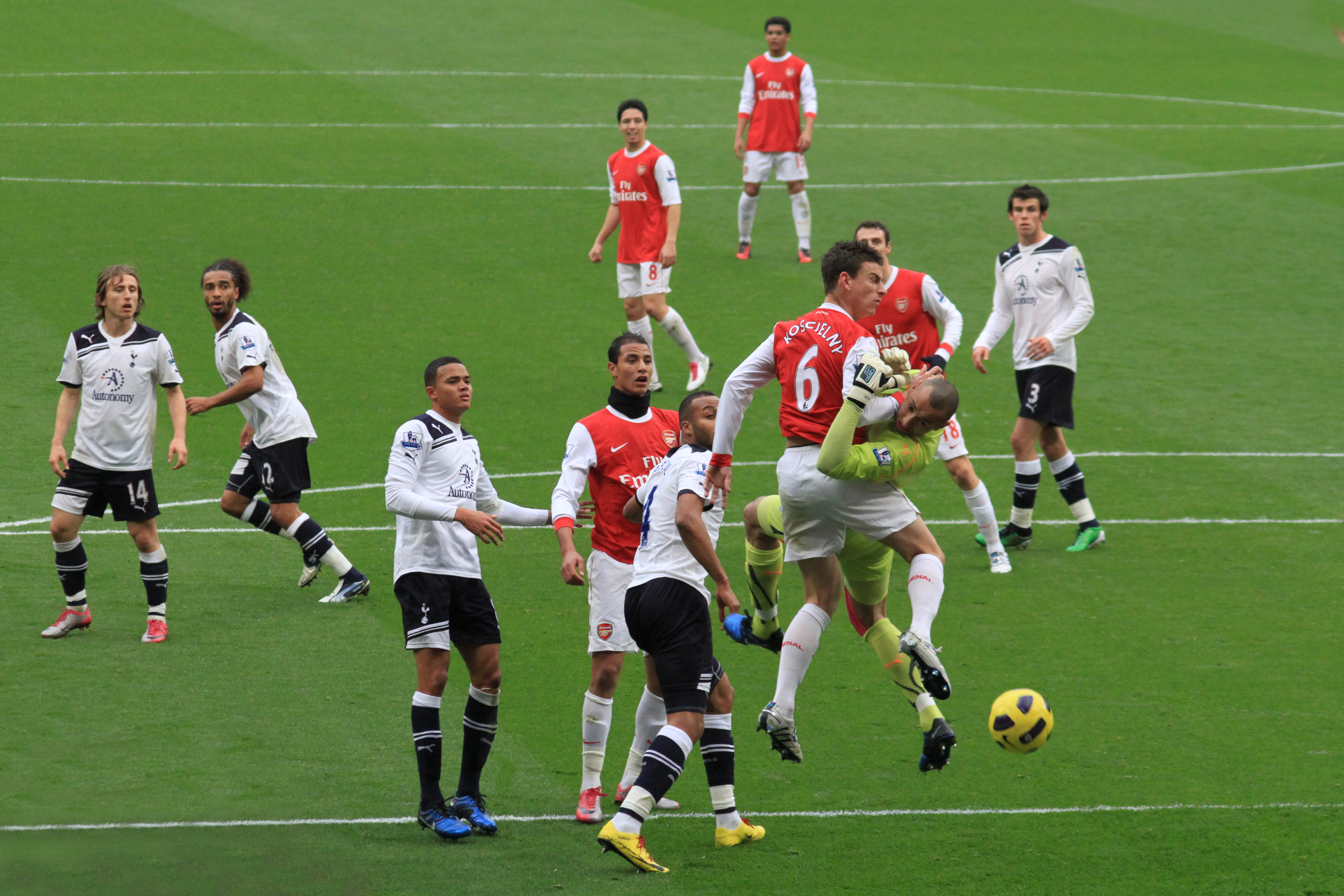
Una fase di gioco del Derby di Londra del 20 novembre 2010 tra Arsenal e Tottenham Hotspur.

In aggiunta all'elevato numero di tifosi in patria, la squadra inglese ha sempre contato su un nutrito gruppo di simpatizzanti in tutto il mondo, specialmente da quando la base del tifo è cresciuta considerevolmente con l'avvento della televisione satellitare. Secondo una statistica del 2007, ci sono 24 Arsenal supporters' clubs nel Regno Unito, 37 in Irlanda e 49 all'estero, di cui 1 pure in Italia. Un servizio del 2005 ha invece stimato in circa 27 milioni i tifosi dell'Arsenal nel mondo, un livello che ne fa il terzo club più seguito in assoluto.
L'Arsenal, inoltre, vanta tifosi della famiglia reale britannica, la regina Elisabetta II e il principe Henry.

### Gemellaggi e rivalità
La più profonda e duratura rivalità per i tifosi dell'Arsenal è quella con i concittadini del Tottenham Hotspur; le partite tra le due squadre vengono solitamente chiamate North London Derby. Molto sentiti sono anche le partite contro Chelsea e West Ham, anch'esse squadre di Londra, sebbene non siano paragonabili a quelli con gli Spurs. La contrapposizione con il Manchester United è invece nata tra la fine degli anni ottanta e l'inizio degli anni novanta e si è intensificata con l'avvento del XXI secolo, quando entrambi i club si sono dati costantemente battaglia per la conquista della Premier League; tuttavia negli ultimi anni, con le due squadre che non hanno più lottato contemporaneamente per il titolo, la rivalità si è ridimensionata.

## Organico

### Rosa 2025-2026
Rosa, numerazione e ruoli, tratti dal sito ufficiale, sono aggiornati al 26 luglio 2025.
| N. |                        | Ruolo | Calciatore                 |
| -- | ---------------------- | ----- | -------------------------- |
| 1  | Spagna (bandiera)      | P     | David Raya                 |
| 2  | Francia (bandiera)     | D     | William Saliba             |
| 3  | Spagna (bandiera)      | D     | Cristhian Mosquera         |
| 4  | Inghilterra (bandiera) | D     | Ben White                  |
| 6  | Brasile (bandiera)     | D     | Gabriel Magalhães          |
| 7  | Inghilterra (bandiera) | A     | Bukayo Saka                |
| 8  | Norvegia (bandiera)    | C     | Martin Ødegaard (capitano) |
| 9  | Brasile (bandiera)     | A     | Gabriel Jesus              |
| 11 | Brasile (bandiera)     | A     | Gabriel Martinelli         |
| 12 | Paesi Bassi (bandiera) | D     | Jurriën Timber             |
| 13 | Spagna (bandiera)      | P     | Kepa Arrizabalaga          |
| 14 | Svezia (bandiera)      | A     | Viktor Gyökeres            |
| 15 | Polonia (bandiera)     | D     | Jakub Kiwior               |
| 16 | Norvegia (bandiera)    | C     | Christian Nørgaard         |

| N. |                        | Ruolo | Calciatore           |
| -- | ---------------------- | ----- | -------------------- |
| 17 | Ucraina (bandiera)     | D     | Oleksandr Zinčenko   |
| 19 | Belgio (bandiera)      | A     | Leandro Trossard     |
| 20 | Inghilterra (bandiera) | C     | Noni Madueke         |
| 21 | Portogallo (bandiera)  | C     | Fábio Vieira         |
| 22 | Inghilterra (bandiera) | C     | Ethan Nwaneri        |
| 23 | Spagna (bandiera)      | C     | Mikel Merino         |
| 24 | Inghilterra (bandiera) | C     | Reiss Nelson         |
| 28 | Belgio (bandiera)      | C     | Albert Sambi Lokonga |
| 29 | Germania (bandiera)    | C     | Kai Havertz          |
| 31 | Estonia (bandiera)     | P     | Karl Hein            |
| 33 | Italia (bandiera)      | D     | Riccardo Calafiori   |
| 36 | Spagna (bandiera)      | C     | Martín Zubimendi     |
| 41 | Inghilterra (bandiera) | C     | Declan Rice          |
| 49 | Inghilterra (bandiera) | D     | Myles Lewis-Skelly   |

### Staff tecnico
Aggiornato al 1º luglio 2024.
| Allenatore:               | Mikel Arteta                               |
| Vice allenatore:          | Albert Stuivenberg                         |
| Assistenti allenatore:    | Miguel Molina Gabriel Heinze Nicolas Jover |
| Preparatore dei portieri: | Iñaki Caña                                 |
| Preparatori atletici:     | Barry Solan Sam Wilson                     |

### Libri di rilevanza
- (EN) Joy Bernard, Forward Arsenal!, Phoenix House, 1952.
- (EN) Jem Maidment, The Official Arsenal 100 Greatest Games, Hamlyn, 2005, ISBN 0-600-61376-3.
- (EN) Alan Roper, The Real Arsenal Story: In the Days of Gog, Wherry, 2004, ISBN 0-9546259-0-0.
- (EN) Phil Soar, Martin Tyler, Arsenal, The Official History, Hamlyn, 1989, ISBN 0-600-35871-2.
- (EN) Phil Soar, Martin Tyler, Arsenal the Official Illustrated History 1886 -1996, Hamlyn, 1996, ISBN 0-600-59076-3.
- (EN) Phil Soar, Martin Tyler, The Official Illustrated History of Arsenal, Hamlyn, 2005, ISBN 0-600-61344-5.
- (EN) Jon Spurling, Rebels For The Cause: The Alternative History of Arsenal Football Club, Mainstream, 2004, ISBN 0-575-40015-3.
- (EN) Graham Weaver, Gunners' Glory: 14 Milestones in Arsenal's History, Mainstream, 2005, ISBN 1-84018-667-4.
- (EN) Phil Soar, Martin Tyler; Arsène Wenger, Arsenal 125 Years in the Making: The Official Illustrated History 1886-2011, Hamlyn, 2011, ISBN 0-600-62353-X.

### Altre letture
- (EN) Deryk Brown, The Arsenal Story, 1899, ISBN 0-213-16412-4.
- (EN) Bill Day, Arsenal, Macdonald Purnell, 1988, ISBN 0-361-08357-2.
- (EN) Alex Finn, Heroes and Villains, Penguin Books Ltd, 1991, ISBN 0-14-014769-1.
- (EN) Ralf Finn, Arsenal: Chapman to Mee, Hale, 1969, ISBN 0-7091-1068-5.
- (EN) Keith Fisher, Arsenal Greats, John Donald Publishers Ltd, ISBN 0-85976-314-5.
- (EN) Bob Goodwin, The Pride of North London. The definitive history of Arsenal-Tottenham 'derby' matches, Polar Print Group Ltd, 1997, ISBN 1-899538-04-6.
- (EN) Jeff Harris, Arsenal Who's Who, Independent Magazines, ISBN 1-899429-03-4.
- (EN) Reg Hayter, The Arsenal Football Book, S Paul, 1971, ISBN 0-09-108280-3.
- (EN) Reg Hayter, The Arsenal Football Book (Board Book), S Paul, 1974, ISBN 0-09-121000-3.
- (EN) Michael Heatley, Ian Welch, Dial House, Mainstream, 1996, ISBN 0-7110-2387-5.
- (EN) Stephen Kelly, The Highbury Encyclopedia.An A-Z of Arsenal FC., 1994, ISBN 1-85158-659-8.
- (EN) Amy Lawrence, Proud to Say that Name : the Marble Hall of Fame, Mainstream Publishing, 1997, ISBN 1-85158-898-1.
- (EN) David Lemmon, Arsenal in the Blood, Breedon Books Publishing Co Ltd, ISBN 1-85983-130-3.
- (EN) Richard Lermon, David Brown, The Gunners : Day-To-Day Life at Highbury, Mainstream Publishing, 1998, ISBN 1-84018-039-0.
- (EN) H. Miller, Arsenal. The Champions Year., Partridge Press, 1990, ISBN 1-85225-122-0.
- (EN) Stephen McGarrigle, Green Gunners, Mainstream Publishing, ISBN 1-85158-442-0.
- (EN) Fred Ollier, Arsenal: A Complete Record, Breedon Books Publishing Co Ltd, ISBN 1-85983-011-0.
- (EN) Rex Pardoe, The Battle of London : Arsenal versus Tottenham Hotspur, T Stacey, 1972, ISBN 0-85468-150-7.
- (EN) Ivan Ponting, Arsenal Player by Player, Hamlyn, 1996, ISBN 0-600-58909-9.
- (EN) Anton Rippon, The Story of Arsenal, Moorland Publishing, 1981, ISBN 0-86190-023-5.
- (EN) John Robertson, Arsenal, Hamlyn, 1985, ISBN 0-600-50178-7.
- (EN) Neal Simpson, Kevin Alcock, Arsenal: A Pictorial Story, Breedon Books Publishing, 1992, ISBN 1-873626-26-6.
- (EN) Bob Wall, Arsenal from the heart, Souvenir Press Ltd, ISBN 0-285-50261-1.
- (EN) Tom Watt, End - 80 Years of Life on Arsenal's North Bank, Mainstream Publishing, 1993, ISBN 1-85158-567-2.
- (EN) Graham Weaver, G12-0 to the Arsenal (and a Goal in Injury Time), Mainstream, 1998, ISBN 1-84018-050-1.

### Cinematografia
- Il mistero dell'arsenale
- Febbre a 90°